# Simpang Harapan
Simpang Harapan is een bestuurslaag in het regentschap Rokan Hulu van de provincie Riau, Indonesië. Simpang Harapan telt 1519 inwoners (volkstelling 2010).